# Koch Industries
Koch Industries – amerykańskie przedsiębiorstwo z siedzibą w Wichita, Kansas.
Koch Industries zostało założone w 1940 r. przez Freda C. Kocha. Przedsiębiorstwo zatrudnia na całym świecie prawie 122 000 pracowników (stan z 2021). Jest koncernem typu konglomerat, czyli o mieszanym profilu produkcji, obejmującym m.in. sektor produkcji ropy naftowej, chemiczny, energetyczny, produkcji asfaltu, gazu ziemnego, nawozów sztucznych, środków spożywczych i tworzyw sztucznych.

## Aktywność polityczna
Bracia Koch przewodzą fundacji politycznej o nazwie Koch Family Foundation. Fundacja ta w swojej konserwatywnej i libertariańskiej linii politycznej wspiera m.in. polityczny think tank o nazwie Instytut Katona. W wyborach prezydenckich w 1980 r. Edward Clark nominował Davida Kocha jako kandydata na wiceprezydenta z ramienia Partii Libertariańskiej. Osiągając wynik 921 299 głosów, 1,1 procent wszystkich głosujących, Ed Clark zdołał zająć tylko 4 miejsce. Koch wspiera organizację Americans for Prosperity jedną z dwu sukcesorek powstałych po rozłamie "Obywatele za zdrową Gospodarką" (Citizens for a Sound Economy). W kwietniu 2006 r. Fred C. und Mary R. Koch Foundation wspomogła projekt ochrony prerii w Tallgrass Prairie National Preserve w Chase County (Kansas) datkiem o wartości przekraczającej milion dolarów.
Koch Industries oraz bracia Koch wspierają organizacyjnie i finansowo również konserwatywno-libertariański ruch społeczny TEA Party. Według Greenpeace ich przedsiębiorstwo wspomogło sumą o wysokości prawie 48 milionów dolarów w latach 1997–2008 prace różnych ugrupowań, które kwestionują globalne ocieplenie  względnie jego przyczyny.